# Rebelión tuareg (2007-2009)

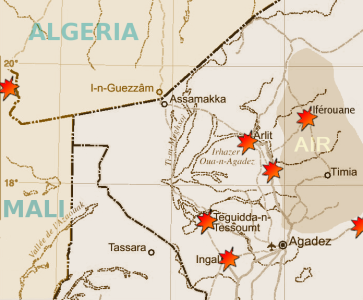
Principales ataques durante la rebelión tuareg.

La rebelión tuareg de 2007-2009 comenzó en febrero de 2007 en Níger y Malí. El conflicto se debió a que el proceso de desmovilización e integración de los rebeldes a la vida civil o a las fuerzas armadas de sus respectivos países resultó lento e insatisfactorio y el hecho que algunos políticos tuareg integrados a los gobiernos perdieron sus cargos, terminando algunos en prisión. Entre 2005 y 2006 se iniciaron combates en Malí pero pronto se llegó a un acuerdo de paz.
A comienzos de 2007, la rebelión se generalizó en ambos Estados haciéndose simultáneos los enfrentamientos en los dos. La guerra de guerrillas y represión militar provocaron un éxodo masivo de refugiados a las capitales regionales como Kidal en Malí y Agadez en Níger, en esas dos regiones es donde se desarrolló la mayoría de la lucha. Argelia ayudó a negociar un alto al fuego para octubre de 2008 para Malí pero una facción rebelde la rompió en diciembre, aunque fue aplastado pronto por las deserciones y la colaboración de otras guerrillas con el ejército en febrero del siguiente año.
Níger vio intensos combates y la interrupción de la producción de uranio en el norte montañoso, antes de un acuerdo de paz respaldado Libia, con la ayuda de una división entre facciones de los rebeldes, trajo un alto el fuego negociado y la amnistía en mayo de 2009. 
| Organización | Fuerzas                                                        | Nota |
| ------------ | -------------------------------------------------------------- | --- |
| Níger        | 5.000-7.000 (2004) 3.000 rebeldes (2007) 3.000 rebeldes (2009) | - |
| MNJ          | 700-2.000 (2007)                                               | Fundado en 2007, liderado por Aghali Ag Alambo y Mohamed Acharif. Formado por miembros del antiguo FLAA. Aliado de las FARS y el ADC. Su base estaba en las Air. |
| FFR          | -                                                              | Facción separada del MNJ en 2008. |
| NPF          | -                                                              | Facción separada del MNJ en 2009. |
| FARS         | -                                                              | Grupo tubu formado en 2006 y liderado por Boubakar Mohamed Sogoma desde 2008.                                                                                    |
| Malí         | 3.000-10.000 (2004)                                            | |
| ADC          | -                                                              | Liderado por Ibrahim Ag Bahanga. Fundado en 2006 se desmovilizó en 2008.                                                                                         |
| ATNMC        | -                                                              | Facción separada en 2008 del ADC, derrotada en 2009. Liderado por Hassan Fagaga.                                                                                 |

Posteriormente, en 2011, en la guerra civil de Libia el gobierno de Muamar el Gadafi contrató unos 200 a 4.000 mercenarios de esta etnia provenientes de Malí (y en menor medida Argelia, Níger y Burkina Faso) según diversos informes.